# 湘潭县第一中学
27°47′36″N 112°58′04″E / 27.7933°N 112.9679°E
湘潭县第一中学，是中华人民共和国湖南省的一所示范性普通高级中学，创建于1946年。原来位于湘潭县易俗河凤凰路八斗丘上，2005年11月10日高中部整体搬迁至金霞山下。原校区占地150亩，建筑面积8万平方米，业已全部转入湘潭县一中教育集团下的江声实验中学（初中部）。新校区征地320亩，位于易俗河东的金霞山下。